# Oslo Fluid
Oslo Fluid er en norsk hip-hop gruppe fra Oslo. Den blev dannet i 1994. I 1999 dannede Oslo Fluid og bandet Klovner i Kamp pladeselskabet City Connections som blandt andet udgav verdens første rap-album på norsk, Schwin i 2000. Aslak Rakli «Alis» Hartberg er med i begge bandene.

## Medlemmer
- Aslak Hartberg (Alis/Fattern)
- Gaute Rimehaug (Coach)
- Morten Joacim Vatn (Mojo)
- Christian Welsh (Level One)

## Udgivelser
- Dynamite (1996)
- Intermission (Single), 2000)
- Cycles of Life (2000)
- 12 Fluid Ounces (2004)